# Peder Kolstad
Peder Ludvik Kolstad (ur. 28 listopada 1878 w Borge, zm. 5 marca 1932 w Oslo) – norweski polityk, pedagog, działacz Partii Chłopskiej.
Od 1922 do 1932 pełnił mandat deputowanego do Stortingu. Był ministrem: finansów i ceł (1931–1932). W latach 1931–1932 pełnił funkcję premiera Norwegii.

## Życiorys
Był synem rolnika Olausa Pedersena Kolstada oraz Anny Kristine Petersen Lille-Borge. Dzieciństwo spędził na farmie w Borge, a po ukończeniu szkoły studiował w Kalnes Agricultural School w Tune, a następnie w Ås Agricultural College. Później tego samego roku został nauczycielem w Bjørnetrø Agricultural School w Nedenes, a w 1904 w Holtsmark Agricultural School w Sem in Asker. W 1905 roku powrócił do Kalnes jako nauczyciel, a w 1912 roku został dyrektorem placówki. W 1905 roku ożenił się z Ingrid Mathiesen, córką właściciela fabryki Henrika Mathiesena.
Kolstad wcześnie angażował się w prace organizacyjne w sektorze rolnym i piastował szereg wybranych stanowisk w organizacjach rolniczych. Był jedną z głównych sił stojących za decyzją z 1920 roku o przekształceniu Norweskiego Stowarzyszenia Rolników w partię polityczną, której w 1922 roku został członkiem po przekształceniu na Partię Rolników (Partię Chłopską) i Norweski Związek Rolników. W latach dwudziestych był liderem Związku Rolników w Østfold, a także zarządu krajowego związku. Był rzecznikiem Partii Chłopskiej w sprawach finansowych i wiodącą siłą w kształtowaniu polityki norweskiej od późnych lat dwudziestych. Przez kilka lat był radnym gminy Tune i zarządcą rady.
Został wybrany na członka Stortingu w 1921 roku. Podczas kryzysu rządowego w 1931 roku stał się kandydatem partii na urząd premiera z powodu długiego doświadczenia w Storlingu oraz posady zastępcy delegata Norwegii do Ligi Narodów. W 1931 roku został mianowany przez króla Haakona VII premierem i sformował rząd, który uzyskał poparcie tylko 25 ze 150 członków Storting, a kryzys gospodarczy jeszcze bardziej skomplikował jego warunki pracy. Objął także tekę ministra finansów. Problemy rządu odbiły się na zdrowiu Kolstada. W połowie stycznia 1932 roku trafił do szpitala, gdzie zdiagnozowano u niego zakrzepicę. 1 lutego 1932 miejsce tymczasowego premiera przejął ówczesny minister spraw zagranicznych Birger Braadland, a ministerstwo finansów Jon Sundby. Zmarł 5 marca 1932 roku. 14 marca jego rząd został zrekonstruowany, a następcą został Jens Hundseid. Został pochowany na cmentarzu w Tune.